# Nave Bostik
La Nave Bostik es un espacio de encuentro y creación artística autogestionado de Barcelona ubicado en el barrio de La Sagrera. 

## Historia
Existe en Barcelona la tradición de ocupar espacios fabriles abandonados con fines sociales: al igual que con la efímera "Nave Espacial" cercana a plaza de las Glorias, el conjunto de naves de la fábrica Bostik renace en 2015 como un proyecto cultural y artístico tras permanecer el complejo 10 años cerrado en previsión al nuevo proyecto urbanístico previsto para el área de la nueva estación de La Sagrera de Barcelona.
Proyecto frenado por la crisis económica de 2008 y que preveía el soterramiento de vías y reconversión de las fábricas y almacenes del área en una nueva área residencial se encuentra ahora parado y a la espera de nueva financiación, lo que ha permitido a los promotores de esta iniciativa el pactar con los propietarios para la realización de actividades en estos espacios mientras no se proceda a su reconversión.
La Nave Bostik hasta 2006 fue una de las cincuenta fábricas que tenía una multinacional americana -The Boston Blacking Co.- especializada en cola para calzado. Con presencia en España desde 1923, fue desde los años sesenta que tuvo su periodo de mayor expansión.

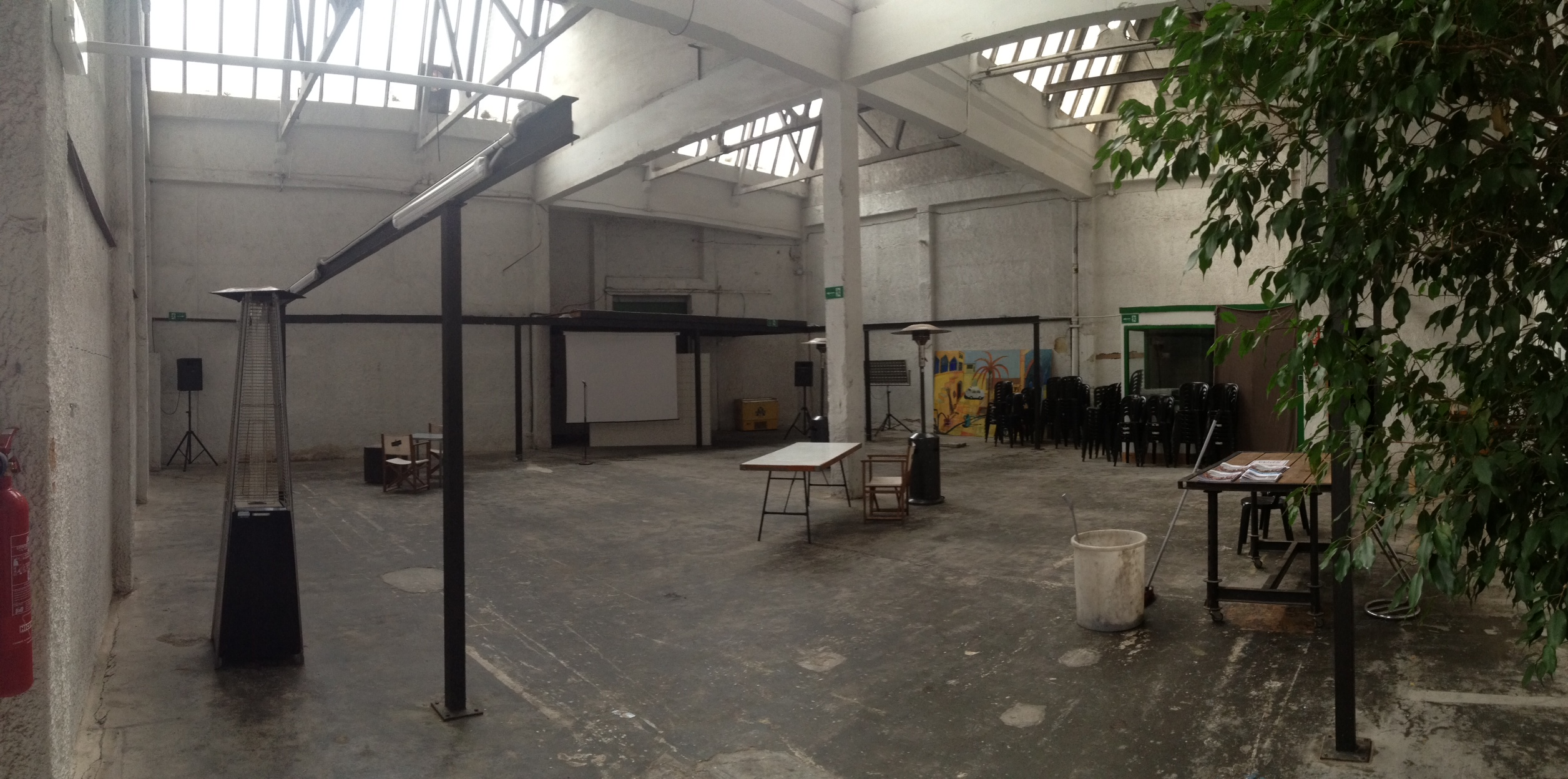
Espacios diáfanos gracias a los techos altos y ventanales cenitales.

El complejo se compone de un conjunto de naves de 6000 m2 distribuidas en dos ejes, la mayoría de ellas con espacios de una altura y techos altos con amplios ventanales para una excelente iluminación cenital. Las naves tienen diferentes propietarios pero que confluyen en una fundación para una gestión conjunta de los espacios de manera que las diferentes iniciativas o usos no se estorben entre ellos. 
Con esta nueva etapa se han vaciado de material y paneles divisorios, se han acondicionado con un nuevo sistema eléctrico ya que el anterior no cumplía la normativa antiincendio -motivo por el cual la actividad fue precintada por orden municipal durante el verano- y se está pintando de blanco las naves por dentro mientras que se están solicitando a artistas gráficos que creen grafitis en los muros externos.

## Actividad

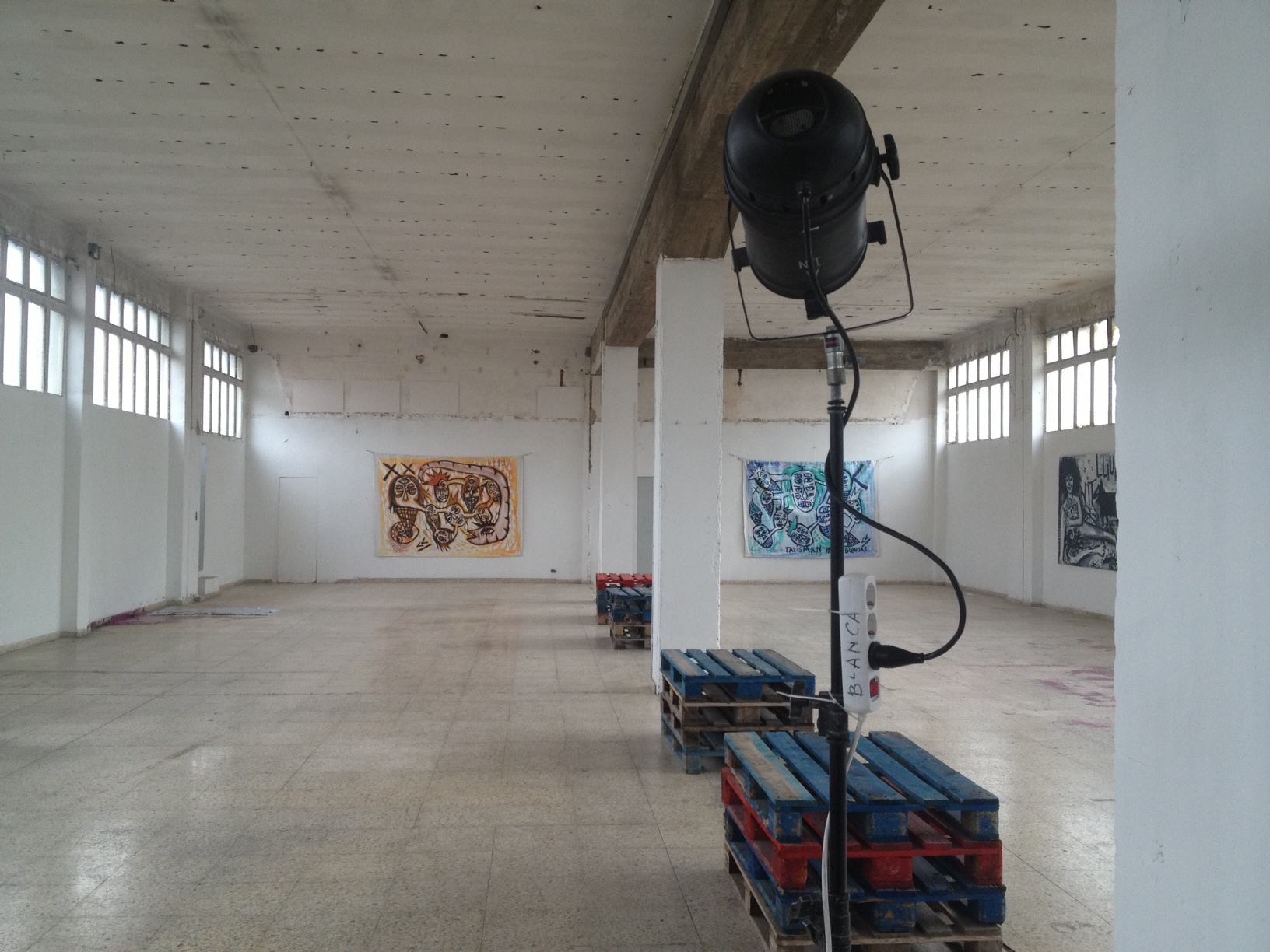
Exposición de pintura en la Nave Bostik en noviembre de 2016.

La gestión, amparada por los vecinos y liderada por Xavier Basiana -uno de los artífices de la creación de un proyecto similar en la cercana Nave Ivanow en 1998- se basa en el voluntariado y la exhibición de proyectos culturales -muestras de vídeo, conciertos, exposiciones de arte y fotografía, realización de obras de teatro- con una clara apuesta por la cooperación y el mecenazgo colectivo.
En 2016 ha formado parte de la iniciativa 48h Open House Barcelona y ha acogido festivales como el Eat Street Barcelona y el Open Walls Conference.